# 40 Latino
40 Latino é um Canal de televisão espanhol que se encontra nas plataformas digitais Pagas (Imagenio, Digital+,etc.). Também se encontra dentro do pacote de canais gratuitos da TDT dentro do Multiplex da Cuatro. É de temática musical mas dirigido unicamente para os artistas e canções latinas.